# Brayan López
Brayan López Yepes (Medellín, Antioquia, Colombia; 25 de julio de 1987) es un futbolista colombiano. Juega de guardameta y su equipo actual es el Club Sportivo San Lorenzo de la Segunda División de Paraguay

## Clubes
| Club                   | País     | Año             |
| ---------------------- | -------- | --------------- |
| Independiente Medellín | Colombia | 2006 - 2008     |
| Atlético Bucaramanga   | Colombia | 2008            |
| Independiente Medellín | Colombia | 2009 - 2010     |
| San Lorenzo            | Paraguay | 2012 - presente |

## Palmarés

### Campeonatos nacionales
| Título              | Club                             | País     | Año  |
| ------------------- | -------------------------------- | -------- | ---- |
| Torneo Finalización | Deportivo Independiente Medellín | Colombia | 2009 |